# O Mago (tarô)

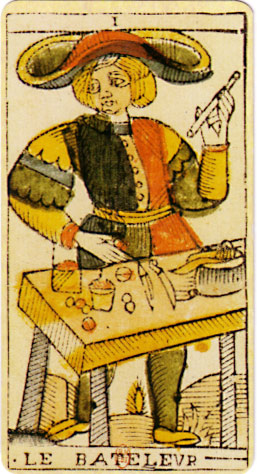
Carta "O Mago" do Tarot de Marseille.

O Mago é uma das 78 cartas de um baralho completo de Tarot e o primeiro Arcano Maior. É a carta de número 1. 
A carta representa a letra hebraica ALEPH, que é símbolo do mistério, da intuição e do anjo da guarda. 

## Simbologia
Nos baralhos franceses, O Mago era geralmente representado como "o charlatão" ou "golpista". Nos baralhos esotéricos, ocultistas como Oswald Wirth transformaram o termo pejorativo em um simples praticante de magia, um mago. São símbolos principais da carta uma pessoa trabalhando em uma mesa, utilizando como instrumentos principais taças, moedas, facas e bastões, que também são as representações diretas dos quatro naipes do baralho de Arcanos Menores: Paus (os bastões), Ouros (as moedas), Copas (as taças) e Espadas (as facas). Esses objetos também fazem referência direta aos quatro elementos clássicos, que são terra, ar, fogo e água. O bastão que a figura segura mais tarde também ficaria conhecido como a "varinha" de um mágico.  Na mão direita do Mago está a varinha voltada para o céu, enquanto a mão esquerda está apontada para a terra. Esse gesto tem múltiplos significados, mas é endêmica aos mistérios, simbolizando a imanência divina e a capacidade do Mago de ser a ponte entre o céu e a terra.
A ilustração da carta d'O Mago no Tarot de Rider-Waite foi desenvolvida por A. E. Waite para a Ordem Hermética da Aurora Dourada em 1910. A carta O Mago de Rider-Waite caracteriza o símbolo do infinito sobre a cabeça da figura principal e um cinto de ouroboros, ambos simbolizando a eternidade. A figura está entre um jardim de flores, para implicar a manifestação e cultivo dos desejos. 
Waite foi a chave no desenvolvimento da interpretação do Tarot moderno, embora nem todas as interpretações sigam a sua teologia.

## Interpretação
Quando o Mago aparece em uma leitura, ele aponta para os talentos, capacidades e recursos à disposição do consulente. Dependendo do posicionamento da carta em relação às outras, a mensagem é para expor seu potencial completo ao invés de retê-lo, especialmente quando há a necessidade de uma transformação. Existem escolhas e direções a serem tomadas. A orientação pode chegar através de sua própria intuição ou na forma de alguém que traz mudança ou transformação para sua vida.  A carta pode significar que há um manipulador por perto. Ele pode ser um guia beneficente, mas alguém que não tem propriamente os melhores interesses em mente. Ele também pode representar o ego do consulente, a autoconsciência ou a embriaguez do poder. 
Segundo os estudiosos do Tarô, a carta do Mago dá início à caminhada espiritual. Indica sempre que algo novo está a começar. O punhal é o simbolo da luta, da energia sexual, do poder e da vitória. A moeda é o simbolo do mundo material, dos bens e do dinheiro. O pergaminho é a inteligência, o estudo, a espiritualidade. A taça, por sua vez, simboliza as emoções, o amor, o coração, a sensibilidade. O bastão é o simbolo da vontade e da sabedoria. Na caminhada espiritual, o Mago representa o ponto de partida e a necessidade de fazer uma canalização de vibrações superiores para poder realizar uma evolução.
De acordo com Arthur Edward Waite, O Mago representa o divino no homem , como se ele fosse o elo entre as energias divinas e o mundo material. É também a representação da existência individual em todos os planos, e numa consciência muito elevada de pensamento.